# Dzsihád John
Dzsihád John (Jihadi John) vagy Mohammed Emwazi (született Muhammad Jassim Abdulkarim Olayan al-Dhafiri, 1988. augusztus 17. – 2015. november 12.) arab származású brit terrorista, aki hírhedtté vált, miután több embert, köztük James Foley amerikai újságírót kivégzett az Iszlám Állam nevében és ezt videókon közzétette. Nemzetközileg az egyik legkeresettebb bűnöző volt, 6 millió font vérdíjat tűztek ki rá.
Emwazi arab országból emigrált az Egyesült Királyságba, ahol letelepedett, ám később az Iszlám Állam meghívására csatlakozott a mozgalomhoz. Az ISIS vezetője után ő volt a sejt legkeresettebb tagja.